# Campeonato Mundial de Snowboard de 2017
O Campeonato Mundial de Snowboard de 2017 foi realizado na estância de esqui de Serra Nevada,na Espanha em março de 2017 sob a organização da Federação Internacional de Esqui (FIS) e da Federação Real Espanhola de Desportos de Inverno. Foi realizado paralelamente o Campeonato Mundial de Esqui Estilo Livre. 

## Masculino
| Evento                           | Ouro                                              | Prata                                      | Bronze                                     |
| Big air detalhes                 | Ståle Sandbech · Noruega                          | Chris Corning · Estados Unidos             | Marcus Kleveland · Noruega                 |
| Halfpipe detalhes                | Scott James · Austrália                           | Podladtchikov · Suíça                      | Patrick Burgener · Suíça                   |
| Slopestyle detalhes              | Seppe Smits · Bélgica                             | Nicolas Huber · Suíça                      | Chris Corning · Estados Unidos             |
| Snowboard cross detalhes         | Pierre Vaultier · França                          | Lucas Eguibar · Espanha                    | Alex Pullin · Austrália                    |
| Snowboard cross equipe detalhes  | Estados Unidos · Hagen Kearney · Nick Baumgartner | Espanha · Regino Hernández · Lucas Eguibar | Canadá · Kevin Hill · Christopher Robanske |
| Slalom gigante paralelo detalhes | Andreas Prommegger · Áustria                      | Benjamin Karl · Áustria                    | Nevin Galmarini · Suíça                    |
| Slalom paralelo detalhes         | Andreas Prommegger · Áustria                      | Benjamin Karl · Áustria                    | Andrey Sobolev · Rússia                    |

## Feminino
| Evento                           | Ouro                                           | Prata                                   | Bronze                                            |
| Big air detalhes                 | Anna Gasser · Áustria                          | Enni Rukajärvi · Finlândia              | Silje Norendal · Noruega                          |
| Halfpipe detalhes                | Cai Xuetong · China                            | Haruna Matsumoto · Japão                | Clémence Grimal · França                          |
| Slopestyle detalhes              | Laurie Blouin · Canadá                         | Zoi Sadowski-Synnott · Nova Zelândia    | Miyabi Onitsuka · Japão                           |
| Snowboard cross detalhes         | Lindsey Jacobellis · Estados Unidos            | Chloé Trespeuch · França                | Michela Moioli · Itália                           |
| Snowboard cross equipe detalhes  | França · Nelly Moenne Loccoz · Chloé Trespeuch | França · Manon Petit · Charlotte Bankes | Estados Unidos · Lindsey Jacobellis · Faye Gulini |
| Slalom gigante paralelo detalhes | Ester Ledecká · Chéquia                        | Patrizia Kummer · Suíça                 | Ekaterina Tudegesheva · Rússia                    |
| Slalom paralelo detalhes         | Daniela Ulbing · Áustria                       | Ester Ledecká · Chéquia                 | Alena Zavarzina · Rússia                          |

## Quadro de medalhas
| Ordem | País           | Medalha de ouro | Medalha de prata | Medalha de bronze | Total |
| ----- | -------------- | --------------- | ---------------- | ----------------- | ----- |
| 1     | Áustria        | 4               | 2                | 0                 | 6     |
| 2     | França         | 2               | 2                | 1                 | 5     |
| 3     | Estados Unidos | 2               | 1                | 2                 | 5     |
| 4     | Chéquia        | 1               | 1                | 0                 | 2     |
| 5     | Noruega        | 1               | 0                | 2                 | 3     |
| 6     | Austrália      | 1               | 0                | 1                 | 2     |
| 6     | Canadá         | 1               | 0                | 1                 | 2     |
| 8     | Bélgica        | 1               | 0                | 0                 | 1     |
| 8     | China          | 1               | 0                | 0                 | 1     |
| 10    | Suíça          | 0               | 3                | 2                 | 5     |
| 11    | Espanha        | 0               | 2                | 0                 | 2     |
| 12    | Japão          | 0               | 1                | 1                 | 2     |
| 13    | Finlândia      | 0               | 1                | 0                 | 1     |
| 13    | Nova Zelândia  | 0               | 1                | 0                 | 1     |
| 15    | Rússia         | 0               | 0                | 3                 | 3     |
| 16    | Itália         | 0               | 0                | 1                 | 1     |
|       | TOTAL          | 14              | 14               | 14                | 42    |